# Taretan
Taretan è una municipalità dello stato di Michoacán, nel Messico centrale, il cui capoluogo è la località omonima.
La municipalità conta 13.558 abitanti (2010) e ha un'estensione di 185,08 km².
Il significato del nome della località in lingua chichimeca è semina.